# Hernádnémeti
Hernádnémeti är en ort i Ungern.   Den ligger i provinsen Borsod-Abaúj-Zemplén, i den nordöstra delen av landet, 160 km öster om huvudstaden Budapest. Hernádnémeti ligger 111 meter över havet och antalet invånare är 3 629.
Terrängen runt Hernádnémeti är platt. Runt Hernádnémeti är det ganska tätbefolkat, med 116 invånare per kvadratkilometer. Närmaste större samhälle är Miskolc, 15,3 km väster om Hernádnémeti. Trakten runt Hernádnémeti består till största delen av jordbruksmark.